# Janie McCarthy
Pour les articles homonymes, voir MacCarthy.
Janie McCarthy (1885 - 20 décembre 1964) est une professeur de langues et une résistante irlandaise de la Seconde Guerre mondiale à Paris,. 

## Enfance
Janie (parfois enregistrée comme Jane) McCarthy est né à Bohereengowan, Killarney, comté de Kerry. Elle est la quatrième de huit enfants (six filles et deux garçons) de Jeremiah, maçon, et Mary McCarthy. Elle est probablement éduquée localement, émigrant en France en 1910. Au départ, elle vit en Bretagne en tant que fille au pair, avant de déménager à Paris. Elle assiste au cours de la Sorbonne, étudie le français et l'anglais. McCarthy monte une école de langues qui acquit une énorme réputation auprès des enfants de la royauté et de l'aristocratie européenne. Pour son travail dans l'enseignement pendant la Première Guerre mondiale, elle reçoit l'Ordre des Palmes académiques en 1918, qui est rarement attribué aux étrangers. 

## Dans la Résistance française

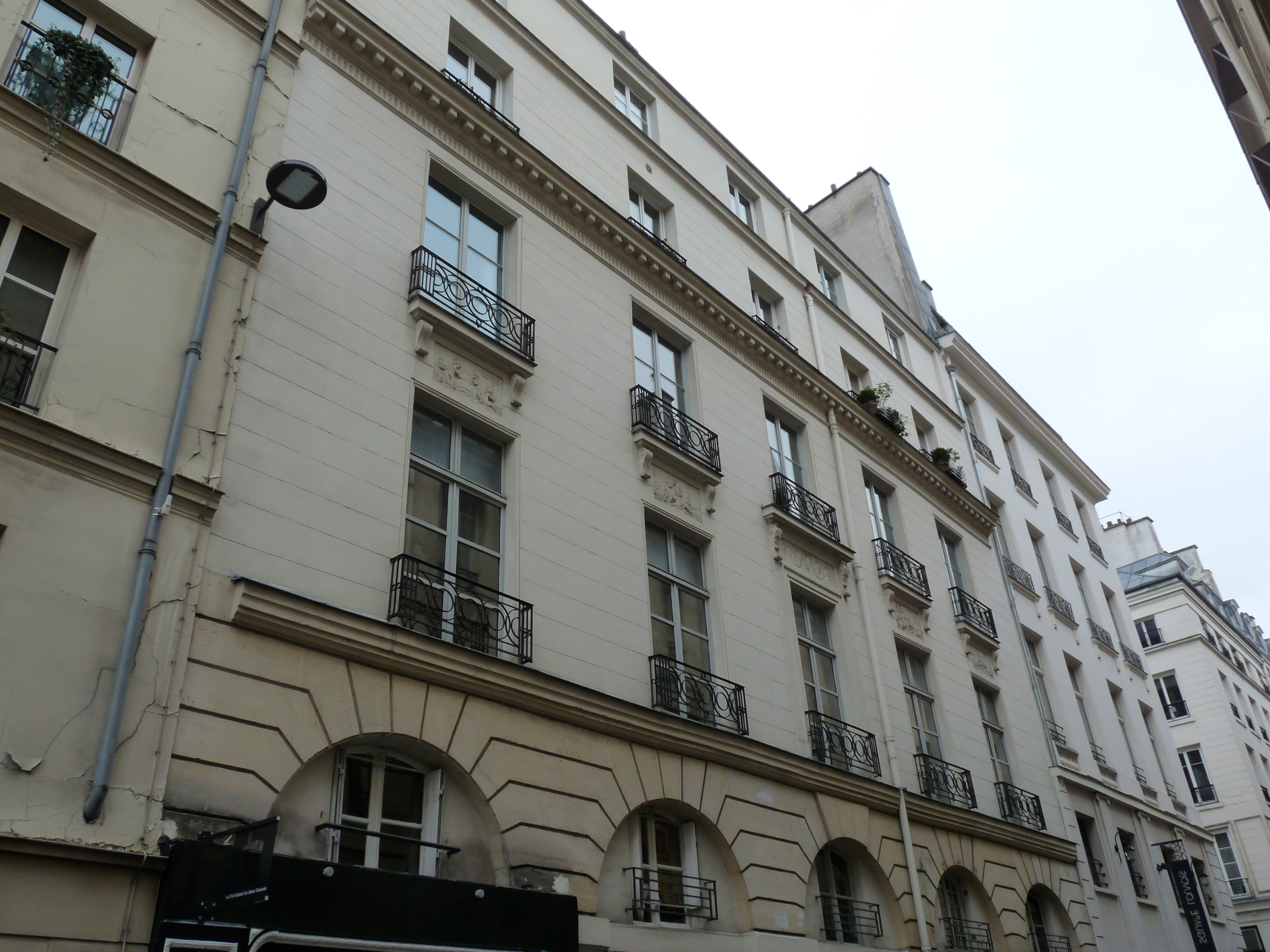
64 rue Sainte-Anne où habite McCarthy.

Au début de la Seconde Guerre mondiale, McCarthy détruit son passeport britannique pour ne pas risquer d'être emprisonnée par les autorités allemandes. Après la chute de la France, Elle rejoint la résistance et d'autres groupes apparentés ; elle agit en région parisienne. Son domaine de spécialisation est le sauvetage, sauvant un certain nombre de vies y compris des membres des services de renseignement alliés et des armées. Sa méthode est simple, elle inscrit chaque réfugié comme membre du personnel. Son pari le plus risqué a consisté à faire passer un officier américain à une inspection de la Gestapo dans le métro parisien, convaincant les officiers qu'il était muet parce qu'il ne parlait pas français. 
De 1940 à 1944, elle ne perd qu'un seul réfugié, un agent double français. Elle participe également à la collecte de renseignements. Alors que beaucoup de ses homologues sont envoyés en camp de concentration, McCarthy échappe à la détection pendant toute la guerre. Sa maison au 64 rue Sainte-Anne est un refuge. Au sein du Service historique de la Défense, McCarthy est enregistré comme un homme. Elle a fait don d'une grande partie de son salaire pour financer un camp civil à Saint Denis, l'hôpital militaire Val-de-Grâce et le sanatorium de Brevannes. 
Pour son travail, elle a reçu la Croix de guerre 1939-1945 et la Médaille de la Résistance française, la médaille américaine de la liberté et une citation signée par le président Eisenhower ainsi que le certificat britannique Tedder (en) pour avoir aidé le personnel britannique à s'échapper,.

## Fin de vie
McCarthy continue à enseigner à ses élèves après la guerre, amenant des étudiants à Kerry lors de voyages d'été. Elle donne même des cours de langue à son chevet en juin 1964, sa santé se détériorant. Elle est amenée à l'hôpital britannique Hertfordshire, à Levallois-Perret, en novembre 1964, où elle meurt le 20 décembre 1964. Elle est enterrée à Paris le 28 décembre. Sa mort n'a pas été annoncée dans les journaux nationaux irlandais, à l'exception de l'Irish Times. 

## Distinctions
- Croix de guerre 1939–1945 ;
- Médaille de la Résistance française (décret du 24 avril 1946) ;
- Chevalier de l'ordre des Palmes académiques[Quand ?] ;
- Médaille de la Liberté (États-Unis) ;
- Citation signée par le président Einsenhower ;
- Certificat britannique Tedder (en) pour avoir aidé le personnel britannique à s'échapper[1],[2].